# ستيف هورفات
ستيف هورفات (بالإنجليزية: Steve Horvat)‏ (14 مارس 1971 بأستراليا - ) هو لاعب كرة قدم أسترالي في مركز الدفاع، شارك في الألعاب الأولمبية الصيفية 1996. وشارك مع منتخب أستراليا تحت 17 سنة لكرة القدم ومنتخب أستراليا لكرة القدم. أما مع النوادي، فقد لعب مع كريستال بالاس وهايدوك سبليت وCarlton SC ‏ وMelbourne Knights FC ‏ وNorth Geelong Warriors FC ‏ وCaroline Springs George Cross FC ‏.

## وصلات خارجية
- ستيف هورفات على موقع الاتحاد الدولي (مؤرشف)  (الإنجليزية)
- ستيف هورفات على موقع قاعدة بيانات كرة القدم.إي يو (الإنجليزية)
- ستيف هورفات على موقع ناشيونال فوتبول تيمز (الإنجليزية)
- ستيف هورفات على موقع Soccerway.com (الإنجليزية)
- ستيف هورفات على موقع أوليمبيديا (الإنجليزية)
- ستيف هورفات على موقع اللجنة الأولمبية الأسترالية (الإنجليزية)